# Серчук, Йозеф
Йозеф Серчук (ивр. יוסף סרצ'וק‎), по польским документам Юзеф Серчук (пол. Józef Sierczuk; 1919 год, Люблин, Польша — 6 ноября 1993 года, Тель-Авив, Израиль) — командир еврейского партизанского отряда, действовавшего в области Люблина в Польше в годы Второй мировой войны. После войны, Серчук многократно выступал в качестве свидетеля на судах над нацистскими преступниками. Его заслуги получили особое признание от Государства Израиль.

## Биография
После того как его родители и другие члены семьи были убиты в гетто в 1941 году, Иозеф и его брат Давид были отправлены в лагерь смерти Собибор, однако уже на следующий день пребывания в нём братья сумели сбежать в ближайший лес, составив вместе с ещё одним бежавшим ядро будущего партизанского отряда, большей частью состоявшего из евреев, бежавших из близлежащих гетто и лагеря Собибор. Членом отряда был также Дов Фрейберг (в будущем известный израильский публицист), присоединившийся к отряду в октябре 1943 после побега из Собибора.
После освобождения Польши Советской Армией в 1945 году Давид Серчук присоединился к польской армии и вскоре заслужил повышение до офицерского звания. В 1948 году он был зверски убит в Люблине польскими националистами.
Сам Йозеф после войны принимал участие в поиске бежавших нацистских военных преступников в Европе, а также выступал в качестве свидетеля на Нюрнбергском процессе. Вернувшись в Польшу, Серчук подал прошение на выезд в Израиль, но оно было отклонено.
В 1950 году Йозеф Серчук получил загранпаспорт и эмигрировал в Израиль. Сразу по прибытии в Израиль он был призван в качестве солдата в Армию обороны Израиля; после службы женился, поселился в Тель-Авивском районе Яд-Элияху и занялся бизнесом.
Йозеф Серчук умер в Тель-Авиве в 1993 году в возрасте 74 лет, оставив после себя девять детей и более ста внуков и правнуков.

## Антифашистская деятельность
После переезда в Израиль Серчук неоднократно ездил в Европу для дачи показаний при расследованиях и свидетельствования на процессах против нацистских военных преступников. В частности, он был единственным выжившим свидетелем обвинения на суде над обершарфюрером Гуго Рашендорфером. После того, как последний был признан виновным и осужден на пожизненное заключение, Серчук был удостоен специальной награды Отдела расследований преступлений нацистов Полиции Израиля.
В 1967 году премьер-министр Израиля Леви Эшколь вручил Йозефу Серчуку медаль «Борец с нацизмом», а в 1968 году он также был удостоен награды «Борец за государство».